# Don't Shove
Don't Shove è un cortometraggio muto del 1919 diretto da Alfred J. Goulding. Di genere comico, ha come interpreti Harold Lloyd e Bebe Daniels.

## Trama
Una giovane donna popolare sta festeggiando il suo compleanno dando una grande festa. Un giovane uomo ad ella interessato arriva con una grande scatola per lei, ma i rivali gelosi gliela tolgono e lo cacciano fuori. Subito dopo, il giovane sta pattinando sul ghiaccio quando incontra di nuovo gli ospiti della festa, che sono andati a fare un po' di pattinaggio dopo la festa.